# Амаркорд (фильм)
«Амарко́рд» (итал. Amarcord) — один из самых знаменитых фильмов, снятых Федерико Феллини.

## Сюжет

### Место и время действия
Картина во многом автобиографична, основана на воспоминаниях режиссёра о собственном детстве и несёт значительный заряд ностальгии. Место действия — провинциальный итальянский городок (в качестве основы для него послужил родной город режиссёра, ныне чрезвычайно популярный у российских туристов Римини, однако никаких натурных съёмок здесь не производилось); время действия — 30-е годы XX века, эпоха фашизма.

### Структура фильма
Фильм не имеет чётко выраженного сюжета. Скорее это калейдоскоп эпизодов — временами лиричных, временами комичных, а то и непристойных. В центре внимания — одна скромная семья: мальчик Титта, его родители, его дед, его сумасшедший дядюшка Тео. Перед зрителем разворачиваются колоритные сценки из школьной жизни (здесь особенно известны эпизоды с учителем греческого языка и с учительницей математики), из семейного быта (включая выезд на природу с участием дядюшки Тео, в ходе которого он вдруг взбирается на дерево и оттуда безуспешно взывает: «Хочу женщину!»). Сменяются сезоны, но неизменна любовь горожан (и пылкого Титта) к прекрасной Градиске, мечтающей о своём Гэри Купере, а по ходу дела иногда «обслуживающей» заезжих знаменитостей (прозвище её — «Gradisca», буквально: «угощайтесь» — связано как раз с одним таким приключением). Но всему приходит конец, и фильм заканчивается свадьбой Градиски, которая как бы подводит итог «времени желаний».

### Коллективное бессознательное
Некоторые эпизоды с семьёй Титта почти не связаны и как бы порождены «коллективным бессознательным» города (например, сцена с прибывшим сюда восточным владыкой,  поразившим местных жителей гаремом, или не менее знаменитый эпизод с великолепным океанским лайнером, который регулярно проплывает мимо городка — и все жители выходят в море на лодках просто чтобы его поприветствовать: для них это символ "большой жизни" за пределами их провинциальной скуки).

### Антифашистская тема
«Амаркорд» — наиболее заострённый в политическом отношении фильм Феллини. Это обусловлено отчасти эпохой, в которую он создавался (семидесятые годы двадцатого века, эпоха расцвета политического кино), отчасти временем действия картины. В «Амаркорде» есть отчётливо антифашистские эпизоды (сцена с записью «Интернационала», который вдруг разносится по городу и приводит в бешенство чернорубашечников, или сцена с касторовым маслом, которое чернорубашечники заставляют пить отца героя, чтобы его унизить). Хотя сам Феллини признавался, что не планировал сообщать каким-то эпизодам фильма политическую окраску, и фашисты показаны в фильме лишь как непременный атрибут того времени. Однако густые коричневатые клубы пыли и дыма, повалившие на горожан из норы, из которой появляется Муссолини в эпизоде с фашистами – совершенно понятная метафора, иллюстрирующая отношение Феллини к предмету.

### Фирменный стиль
В «Амаркорде» есть ставшие хрестоматийными эпизоды, воплотившие фирменный стиль Федерико Феллини. Таково, например, появление на снегу распускающего великолепный хвост павлина, или сцена в тумане, где струсившему мальчугану встречается молчаливый белый буйвол. Эти исполненные высокой поэзии кадры не наделены никакой повествовательной функцией, но именно они, контрастируя с «пикантными» эпизодами, организуют собой волшебный мир памяти, реконструируемый в «Амаркорде».

### Тонино Гуэрра как соавтор
Весьма интересен вопрос о степени участия видного итальянского писателя Тонино Гуэрра в создании фильма. Вот как на этот вопрос ответил он сам:
— Меня всегда занимало, кого больше в «Амаркорде»: Феллини или Гуэрры?

— Это неправильный вопрос. Гуэрра — то, что написано на бумаге, а Феллини — это то, что «написано» на полотне экрана.

## Название
Название фильма состоит из нескольких частей. «Amarcord» ([a m’arcòrd]) — диалектальный вариант итальянской фразы «Io mi ricordo», означающей «я помню», произнесённой так, как принято в Римини. Кроме того, в названии присутствуют корни итальянских слов «любовь» (amore), «горький» (amaro) и «нить» (corda), таким образом, вольным прочтением названия может быть «нити горькой любви, связывающие автора с прошлым».

## «Амаркорд» и советский прокат
Среди наиболее известных эпизодов картины — сцена в табачной лавке, куда главный герой, юный Титта, входит уже после закрытия в поисках сигаретки. Хозяйка магазина — весьма страстная особа с необъятным бюстом. Обоих охватывает желание. В конце концов распалившаяся торговка буквально суёт парнишке в рот свою грудь, так что тот едва не задыхается. Описанный эпизод в советском прокате был подвергнут крайне неловкому, оставлявшему зрителя в полном недоумении, сокращению. По этому поводу Феллини имел беседу с чиновником от культуры, который призывал маэстро дать разрешение на купюру. «Вас что, смущает её грудь?» — саркастически спросил собеседника Феллини. Другой смутивший советскую цензуру эпизод был вырезан уже полностью. Речь идёт о коллективной мастурбации, которую мальчишки устраивают в старом автомобиле. Возникает эффект, напоминающий работу динамо-машины. Автомобиль весь сотрясается; кажется, он вот-вот тронется с места. По  поводу этого эпизода  Андрей Кончаловский в своей книге «Низкие истины»  писал:  «Для каждого из них источник чувственного наслаждения — особа женского пола. Не знаю, имел ли великий Федерико в своем замысле некую метафору, она напрашивается. По существу, эти мальчишки — художники, творцы, ибо творческий акт есть не что иное, как возбуждение фантазии посредством воображения».

## Музыка
Полноправным соавтором «Амаркорда», как и ряда других фильмов Феллини, стал Нино Рота. С. Т. Рихтер в дневнике отметил свои впечатления от этой музыки: «Как талантливо, как легко написано и сколько обаяния! Как жаль, что этот композитор ограничил себя только пустяками».

## Награды и номинации

### Награды
- 1975 — Премия «Оскар»
  - Лучший иностранный фильм
- 1974 — Премия «David di Donatello»
  - Лучший режиссёр — Федерико Феллини
  - Лучший фильм
- 1974 — Премия Национального совета кинокритиков США
  - Лучший иностранный фильм

### Номинации
- 1976 — Премия «Оскар»
  - Лучший режиссёр — Федерико Феллини
  - Лучший сценарий — Федерико Феллини, Тонино Гуэрра
- 1975 — Премия «Золотой глобус»
  - Лучший иностранный фильм

## Исполнитель главной роли
На главную роль Феллини утвердил тогда ещё непрофессионального актёра, двадцатидвухлетнего Бруно Дзанина. Между тем, в соответствии со сценарием, речь идёт о «подростке лет пятнадцати». Так возникает некоторое напряжение между типажом исполнителя и его функцией. Возможно, Феллини пошёл на это сознательно, подчеркнув тем самым дистанцию между временем повествования и временем повествователя (подобного рода кинематографический приём доведён до своего крайнего выражения в фильме Карлоса Сауры «Кузина Анхелика»).

## В ролях
- Магали Ноэль (Градиска)
- Бруно Дзанин (Титта)
- Пупелла Мадджо (Миранда Бионди, мать Титта)
- Армандо Бранча  (Аурелио Бионди, отец Титта)
- Стефано Пройетти (Олива, брат Титта)
- Джузеппе Янигро (дедушка Титта)
- Нандино Орфеи (дядюшка Титта)
- Чиччо Инграссия (Тео, сумасшедший дядюшка Титта)
- Карла Мора (Джина, служанка)
- Джозиана Танцилли (Лисичка)
- Доменико Пертика (слепой аккордеонист)
- Джанфилиппо Каркано (кюре)
- Дина Адорни (учительница математики)
- Армандо Виллелла (учитель греческого языка)
- Мария Антоньетта Белуцци (Табачница)
- Марчелло ди Фалько (Князь)

## Факты
В сцене игры в снежки снялся девятилетний Эрос Рамаццотти (в ту пору он жил в пригороде Рима, близ киногородка Чинечитта, где происходили съемки).
По словам Георгия Данелии
…Есть один приз, который особенно дорог, которым горжусь. Его мне дали Тонино Гуэрра и Федерико Феллини. Он называется «Амаркорд», и я — единственный его обладатель. Здесь своя история. Когда наш великий режиссёр Сергей Параджанов сидел в тюрьме, он делал медали из фольги от крышечек молочных бутылок. Одну такую он подарил Тонино Гуэрре, а тот отлил её в серебре и принёс как сувенир в больницу к Феллини. Феллини, как оказалось, несколько раз смотрел «Не горюй!», вот и сказал Гуэрре, чтобы меня наградили медалью за этот фильм.
В марте 2008 года украинский режиссёр Александр Белозуб поставил на сцене киевского Театра имени Ивана Франко спектакль, где трансформировал события «Амаркорда».

## Влияние «Амаркорда»
Влияние «Амаркорда» на развитие кинематографа оказалось весьма значительным (оно очень явно прослеживается, например, в картинах Эмира Кустурицы и фильме Тенгиза Абуладзе «Древо желания»), но не всегда продуктивным. По мнению критика Михаила Трофименкова, 
«Амаркорд» «оказал медвежью услугу мировому кино. Под его влиянием повсеместно расплодились маленькие „Амаркорды“ о босоногом детстве и пробуждении желаний».
Мотоциклист из «Амаркорда» стал цитатой для мотоциклиста Савранского в «Покровских воротах» Козакова.
Технологическое, грубое и разрушительное будущее, ищущее себе выход в провинциальном городе, в «Покровских воротах» Козакова изменилось и оформилось. Стало нам как зрителям понятнее и ближе. Но начало ему в мотоциклисте «Амаркорда»